# Washington, D.C.
Washington oziroma Washington, D.C. tudi Zvezno mesto ali kar Zvezno okrožje Kolumbija je glavno mesto Združenih držav Amerike. Nahaja se oz. obsega področje Zveznega okrožja Kolumbija.
Washington je del somestja Baltimore–Washington, ki vključuje tudi dele Marylanda, Virginije in Zahodne Virginije, a ni del volilnih okrožij zvezne države Maryland, znotraj katere se nahaja. Zvezno okrožje Kolumbija voli svojega predstavnika v predstavniški dom Kongresa, a ta nima volilne pravice, saj šteje okrožje po ameriški ustavi za neodvisno od vseh zveznih držav, ker ni zvezna država sama po sebi, pa ji ne pripadata predstavnika v senatu. Zvezno mesto ima pa nesorazmeren delež elektorskih glasov (3) pri izbiri predsednika ZDA.
Washington DC je svojo unikatno naravo pridobil že s prvo ustavo, področje na katerem se nahaja pa spada med originalnih trinajst kolonij, ki so se osamosvojile. Med državljansko vojno je bil Washington DC postavljen zelo blizu meje med Severom in Jugom in bil ves čas zelo izpostavljen različnim tveganjem, a ni doživel skorajda nobenih spopadov na svoji zemlji. 
Mesto je polno turističnih znamenitosti in različnih spomenikov, ki so praviloma povezane z zgodovino Bele hiše, kot največje znamenitosti mesta.

## Zgodovina
Zvezno mesto sprva ni bilo planirano tu, temveč v Georgetownu, a se je kasneje načrtovano zgradilo na tem področju in se vmes ne premaknilo, zato ohranja ogromno spominov. Mesto je bilo ustanovljeno in načrtovano leta 1790, imenovano pa je po predsedniku Georgeu Washingtonu, ki je nalogo za izgradnjo mesta dal arhitektu, z imenom Pierre (Peter) Charles L'Enfant . L'Enfantov načrt je bil zavržen, delo je nadaljeval njegov sodelavec Andrew Ellicott, a kaj kmalu so prazne prostore namenjene parkom in večjih ulicam popolnila naselja temnopoltih prebivalcev. McMillanov načrt je dokončal izgradnjo mesta in skušal pri tem biti zvest L'Enfantovi viziji. Mesto je sprva bilo mišljeno idejni projekt, kjer bi pobrali najbolje iz evropskih rešitev načrtovanja mest, Thomas Jefferson je prinesel iz Evrope več načrtov Pariza, Karlsruheja, Amsterdama in Milana v pomoč arhitektom.  
Od leta 1800 je sedež zvezne vlade, tu sta tudi sedeža Kongresa ZDA (Predstavniški dom in Senat) in sedež Vrhovnega sodišča ZDA, tu je tudi Bela hiša, sedež predsednika ZDA. Mesto, ki je manjše po velikosti, je sicer polno ambasad, muzejev, galerij, nekdanjih in sedanjih visokih vladnih funkcionarjev in uradnikov. Sicer je mesto večinoma temnopolto, tudi širša okolica okoli je izredno urbano naseljena, mesto je šele zadnjih nekaj let pričel izgubljati na prebivalstvu, sicer je bila rast populacije izredna od konca druge svetovne vojne. 

## Znamenitosti
- Zemljevid okrožja Washington, 1835
- Pohod na Washington 1963
- L'Enfantov načrt
- Fasada Bele hiše
- Lincolnov memorial
- Kongresno pokopališče
- Gallaudet College Historic District, prva visokošolska izobraževalna inštitucija za slepe in gluhe
- Georgetown Historic District

Zaradi stabilne vlade izobilja in le redkih vojnih spopadov je mesto dober popis zgodovine ZDA, saj ponuja muzeje in spomine na temo tako raznovrstnih tehnoloških inovacij (Graham Bell in preiskus telefona, Abbe Cleveland, pomembni vremenoslovec) kot pomembnih predstavnikov raznovrstnih političnih pogledov (vse od predsednika Woodrowa Wilsona pa do spomeniške sobe pomembnega izolacionista Williama Boraha). Poleg so v Washingtonu tudi sedeži mnogih zveznih služb ali vsaj njihova predstavništva. Mnoge zgradbe nekdanjih vladnih služb so bile opuščene zaradi reorganizacije in spremenjene v umetniške, razstavne in spomeniške prostore. Tu je tudi sedež Howard University, znamenite univerze za izobraževanje temnopoltih, zaradi vloge Bele hiše pri odpravi suženjstva je tu mnogo spomenikov namenjenih odpravi suženjstva, mnogo je tudi spominskih sob prvih temnopoltih političnih funkcionarjev in pomembnih aktivistov za časa Lincolna in pred njim.

## Prebivalstvo
Zaradi zelo goste poselitve, težav s kriminalom, brezdomstvom in celo javnim šolstvom (tudi do 15 procentna nepismenost prebivalstva, ki se opazno visoko preseljuje po širšem okolju držav Baltimore, Maryland, Washington, poleg tega pa je vedno več nezakonitih priseljencev) je mestna oblast večkrat pod pritiskom afer. 

## Mednarodne povezave
Washington, D.C. ima uradne povezave (pobratena/sestrska mesta oz. mesta-dvojčki) z naslednjimi kraji po svetu:
- Adis Abeba, Etiopija (od 2013)
- Akra, Gana (od 2006)
- Ankara, Turčija (od 2011)
- Atene, Grčija (od 2000)
- Bangkok, Tajska (od 1962)
- Brasília, Brazilija (od 2013)
- Bruselj, Belgija (od 1985)
- Dakar, Senegal (od 1980)
- Pariz, Francija (od 2000)
- Peking, Ljudska republika Kitajska (od 1984)
- Pretoria, Republika Južna Afrika (od 2002)
- Rim, Italija (od 2011)
- Seul, Južna Koreja (od 2006)
- Sunderland, Združeno kraljestvo (od 2006)

Vsa so glavna mesta držav, razen Sunderlanda, ki kot občina vključuje vas Washington, od koder izvira rodbina Georgea Washingtona. Zveza s Parizom in z Rimom je manj formalna zaradi njune ekskluzivne medsebojne povezave.

## Zanimivosti
- V nekaterih stari tiskih (knjigah in časopisih) v knjižni slovenščini so si prizadevali pisati fonetično, po slovenski pisavi ime ameriške prestolnice: Vašington.[4]